# Автосцепка
Автосцепка — сцепное устройство, которое осуществляет сцепление единиц подвижного состава без участия (либо при минимальном участии) человека, является составной частью ударно-тяговых приборов подвижного состава. Чаще всего применяется для сцепки железнодорожного подвижного состава (вагоны, локомотивы) друг с другом.
В  пассажирских вагонах устраиваются, помимо поглощающих аппаратов автосцепки, традиционные буфера или центральные упругие площадки (переходы). При соединении вагонов сначала сжимаются дополнительные поглощающие элементы, после чего сцепляются автосцепки, в результате чего автосцепки всегда натянуты. Это смягчает толчки, вызываемые зазорами между сцепляемыми поверхностями автосцепок.
Преимуществ автосцепки перед неавтоматическими сцепными устройствами (например винтовой стяжкой) достаточно много, основными из них можно считать следующие:
- Значительно снижается опасность профессии сцепщика — человеку не нужно пролезать под буферами, при ошибке сцепщика могло зажать вагонами.[1]
- Повышается масса поезда за счёт более высокой допускаемой силы тяги. Это связано с тем, что максимальную прочность на разрыв винтовой упряжи ограничивает масса сцепки, которая, в свою очередь, ограничена физическими возможностями человека (для сравнения: масса автосцепки СА-3 — около 200 кг[2]). При наличии автосцепки вручную соединяют тормозные рукава и кабели управления, но не само сцепное звено.
- Сокращается время сцепки и расцепки.
- За счёт исключения буферов, функции которых выполняет поглощающий аппарат автосцепки, снижается масса тары грузового вагона.

## Разновидности
Все существующие автосцепки могут быть разделены по их типу на две группы: нежёсткие и жёсткие, а по принципу восприятия усилий — также на две группы: тягово-ударные и тяговые.
- Нежёсткой называется автосцепка, которая допускает перемещение в вертикальном направлении её корпуса относительно корпуса смежной автосцепки в сцепленном состоянии.
- Жёсткой называется автосцепка, у которой продольная ось корпуса в сцепленном состоянии находится на одной прямой с осью корпуса смежной автосцепки, при этом исключается возможность взаимного перемещения корпусов автосцепок.
- Тягово-ударной называется автосцепка, служащая для передачи растягивающих и сжимающих усилий между единицами подвижного состава.
- Тяговой называется автосцепка, которая воспринимает только растягивающие усилия между единицами подвижного состава, а сжимающая воспринимается отдельными приборами (буферами).

Нежёсткие автосцепки:
- Автосцепка Джаннея — автосцепка с однозубым контуром зацепления. Была запатентована в США Эли Джаннеем 29 апреля 1873 года. Используется и по сей день на железных дорогах разных стран, в том числе и в самих США.
- Автосцепка Виллисона — изобретена в 1910 году американцем Джоном Виллисоном (John Willison).
- Автосцепка СА-3 — автосцепка с двузубым контуром зацепления, конструктивно является улучшенной автосцепкой Виллисона.
Применяется в России, странах СНГ и Монголии. Выполняется в тягово-ударном варианте на грузовых вагонах, на пассажирских и почтово-багажных вагонах фактически работает в режиме тяговой, сжимающие нагрузки воспринимаются буферами и переходами[3].
- Автосцепка СА-4 — автосцепка с двузубым контуром зацепления и соединением тормозной магистрали, конструктивно является улучшенной автосцепкой СА-3.

Жёсткие автосцепки:
- Автосцепка Шарфенберга — в основном используется на метрополитеновских и высокоскоростных поездах (в том числе и на советском/российском ЭР200 для межвагонного соединения).
- БСУ-4 - жёсткая автосцепка, которую возможно установить в вагоны, изначально предназначенные для СА-3.

Преимущества жёсткой: допускает автоматизированное соединение рукавов и кабелей, позволяет высокие скорости, ниже износ. Преимущества нежёсткой: проще в изготовлении, возможны большие допуски, выше прочность на разрыв.
Помимо вышеупомянутых автосцепок, которые по принципу управления можно назвать аналоговыми, создана так называемая цифровая  автосцепка. 1 сентября 2020 года Австрия, Италия, Франция, Германия и Швейцария приступили к испытаниям автосцепки, снабжённой механизмом с цифровым управлением. Как сцепление, так и отцепка вагонов активируется клавишей на панели управления машиниста. Поезд с испытуемыми сцепками на время испытаний должен курсировать по Европе, чтобы каждая страна-участник проекта смогла опробовать новую технологию и внести предложения по совершенствованию изделия. Исследовательский проект по внедрению данной системы запланирован до 2022 года.

## География применения
- США, Латинская Америка, Япония, Китай, Корея, Вьетнам — автосцепка Джаннея.
- Индия — винтовая упряжь и собственный вариант автосцепки Джаннея, совместимый с ней.
- Африка, Австралия — единого стандарта нет. И в Африке, и в Австралии можно найти даже такие необычные варианты сцепок, как «норвежскую» (щелевую) сцепку.
- Бывший СССР, Монголия, Финляндия — СА-3.
- Европа — винтовая стяжка. Большинство высокоскоростных поездов сцепляется автосцепкой Шарфенберга. На отдельных большегрузных линиях используется СА-3 или её полностью автоматическая модификация.

## Автосцепки на других видах транспорта

### Автосцепка А-7 шахтной вагонетки
При эксплуатации вагонеток с автосцепкой модели А-7 последняя позволяет:
1. Автоматическое сцепление, быстрое и безопасное расцепление вагонеток при формировании составов.
2. Разгрузку вагонеток в круговом вагоноопрокидывателе без расцепления состава.
3. Надёжное сцепление и расцепление вагонеток на закруглениях рельсовых путей радиусом не менее 10 м.
4. Прохождение вагонеток на закруглениях рельсовых путей радиусом не менее 6 м.
5. Прохождение вагонеток на превышениях рельсовых путей до 50 мм.
6. Прохождение сцепленных вагонеток на переломах рельсовых путей в вертикальной плоскости без радиуса сопряжения путей 200 мм, а при радиусе сопряжения путей 20 м более 200 мм.
7. Автосцепка одновременно выполняет роль буфера.
8. Тяговое рабочее усилие автосцепкой 7000 кг.
9. Автосцепка не может сцепляться с вагонетками оборудованными неавтоматическими сцепками.
10. Для сцепления вагонеток оборудованных автосцепками модели А-7 с электровозами, последние должны оборудоваться переходными автосцепками.